# Revolución de Enero de 1935 (Uruguay)
La Revolución de Enero de 1935 es el nombre brindado por Justino Zavala Muniz, participante del conflicto en el bando revolucionario, a una serie de levantamientos ocurridos a partir del 26 de enero de 1935, a lo largo del territorio de la República Oriental del Uruguay, en contra el régimen de la dictadura de Gabriel Terra, instalada en el país desde el autogolpe de estado del presidente Terra el 31 de marzo de 1933.
El conflicto, que duró hasta el 4 de febrero, fue también llamado por los revolucionarios como Revolución de los Nueve Días por su duración, y también como Revolución Tricolor, por la procedencia de distintos partidos de los integrantes, el uso de la bandera de los 33 Orientales y en referencia a la histórica Revolución Tricolor de 1875 contra el gobierno de Pedro Varela, donde también participaron integrantes de ambos partidos tradicionales. El gobierno denominó al conflicto de forma peyorativa como "Chirinada" y lo minimizó a través de la censura de diarios y radios.
Además, el conflicto marcó el bautismo de fuego de la aviación militar uruguaya, integrada como parte del Ejército Nacional, y el fortalecimiento del régimen terrista.

Muchos personas célebres participaron en el bando revolucionario, como el veterano militar blanco Basilio Muñoz con 75 años, el escritor maragato "Paco" Espínola, el periodista Carlos Quijano, el escritor Justino Zavala Muniz, los futuros presidentes colorados Tomás Berreta y Luis Batlle Berres, entre otros.

Aviones de Havilland DH.82 Tiger Moth pertenecientes a la Aeronáutica Militar del Ejército Nacional en la Escuela Militar de Aeronáutica,14 de mayo de 1938.

## Antecedentes

### Contexto político y económico
Cuando comenzó a regir la Constitución de 1918 el Poder Ejecutivo del Uruguay se organizó de forma bicéfala entre dos órganos: el Presidente de la República (encargado de los Ministerios del Interior, Relaciones Exteriores y Guerra) y el Consejo Nacional de Administración, integrado por nueve miembros y encargado de la Instrucción Pública, Obras Públicas, Trabajo, Industrias, Hacienda, Asistencia e Higiene y el presupuesto general de la Nación.

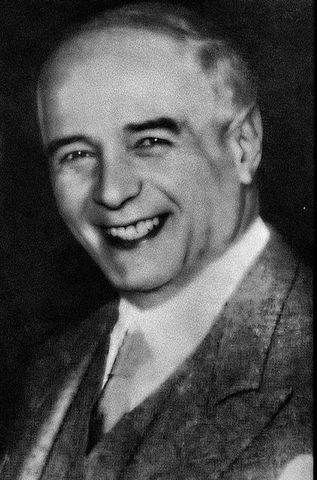
Gabriel Terra

El sistema político uruguayo se regía de esta forma cuando llegaron al país los efectos negativos del crac del 29. En este panorama de inestabilidad económica se desarrollaron las elecciones generales de 1930, resultando ganador el candidato del batllismo dentro del Partido Colorado, Gabriel Terra, quien no era resistido ni compartía varios de los postulados del líder colorado José Batlle y Ordóñez, fallecido un año antes de la elección.
La crisis económica y la toma de decisiones impopulares por parte del Consejo Nacional de Administración (órgano encargado del presupuesto y economía) para paliar la crisis económica llevaron a un descontento general con el sistema de la Constitución de 1918 y comenzó el crecimiento de la figura del presidente Gabriel Terra. En este contexto se da el autogolpe de estado de Terra el 31 de marzo de 1933, siendo apoyado por sectores colorados como el riverismo, vierismo y, al principio, por ciertos sectores batllistas, y dentro del Partido Nacional por el caudillo Luis Alberto de Herrera y sus seguidores. Los opositores del régimen fueron los batllistas, blancos independientes y sectores de izquierda, los cuales fueron apartados de la vida política.
El gobierno de facto de Terra se había cobrado la vida de ciudadanos como el expresidente Baltasar Brum, que se suicidó tras intentar crear un levantamiento contra el régimen, o el del político colorado Julio César Grauert, asesinado por el régimen. La necesidad de un levantamiento armado contra la dictadura de Terra tomó fuerza después de entrar en vigencia la Constitución de 1934 que logró institucionalizar al régimen de facto.

### Organización de la Revolución
La organización de la Revolución de Enero comenzó en 1934 por parte del veterano militar nacionalista Basilio Muñoz, una figura decisiva en las revoluciones de 1897 y de 1904 del caudillo Aparicio Saravia. También celebré por haber firmado la Paz de Aceguá en septiembre de 1904 y por procurar movilizar al Partido Nacional en otro intento de revolución al oficializarse la segunda candidatura presidencial de José Batlle y Ordóñez para el período 1911-1915.
Muñoz, exiliado en Brasil, estableció su centro de operaciones en la ciudad brasileña fronteriza de Santana do Livramento, con el objetivo de adquirir las armas necesarias y organizar el plan de invasión. El día 10 de marzo Muñoz citó desde Santana a los batllistas exiliados, Tomás Berreta, que se encontraba en Porto Alegre, y el general Julio César Martínez, que se encontraba en Chile. Primero se reunió con Berreta y Batlle Berres y el 2 de mayo con Martínez.
En la casa de Felipe Víctora Aguíar (cónsulo uruguayo en aquella ciudad pero despojado de su puesto por mantenerse fiel a sus ideas democráticas) en San Gabriel se llevaron a cabo los preparativos revolucionarios. Se había planeado que la revolución comenzara en los últimos días de febrero de 1935 pero la llegada de informes al respecto de que el gobierno iba a ordenar la prisión de todos los presuntos jefes revolucionarios y el traslado o destierro de los jefes y oficiales que estaban comprometidos con la causa llevó a adelantar la fecha. El día martes 22 de enero Muñoz mandó un mensaje con la orden de movilización a los distintos jefes revolucionarios y la invasión desde Brasil fue movida al día 27 de enero de 1935 a las 12 de la noche.

### Postura del Partido Comunista Uruguay
Si bien comunistas uruguayos participaron en la revolución, la visión oficial del Partido Comunista Uruguayo fue de no involucrarse. El dirigente José Lazarraga era partidario de entrar, pero dentro del Partido primó el criterio de Eugenio Gómez: “Era cuestión entre burgueses”.

## Inicio de la Revolución
La primera acción de la revolución fue el 26 de enero en las cercanías de la ciudad de Mercedes, departamento de Soriano. El líder de esta acción fue el doloreño Antonio Paseyro, blanco radical, al mando de 28 hombres, todos civiles, de 25 fusiles y vehículos, tanto autos y camiones pequeños. A ellos luego se les unió otro grupo de similar tamaño, encabezado por Leopoldo Pignataro, de Rosario, y de San José llegaron más revolucionarios, como el escritor Paco Espínola, de familia blanca. En total, una fuerza de 72 hombres, mal armados y sin formación militar. Esta fuerza conjunta debía “bajar” hacia el sureste y se juntaría con la “División Cerro Largo” (la de Justino Zavala Muniz) para presionar sobre Montevideo y exigir la dimisión del gobierno de facto.
Sin embargo, las tropas de Paseyro fueron derrotadas al encontrarse con las fuerzas de la dictadura en Paso Morlán.

## Combate del Paso Morlán
El 28 de enero de 1935, en la ubicación del puente del Paso Morlán, sobre el arroyo Colla y cerca de la ciudad de Rosario, en el departamento de Colonia, ocurrió el único enfrentamiento formal entre tropas revolucionarias y gubernamentales, llamada como Combate del Paso Morlán, la Acción del Colla o Acción del Paso Morlán .

Tropas urguayas del Regimiento de Infantería N°11 de Colonia a punto de partir a Paso Morlan, 28 de enero de 1935.

En las alturas de ese estratégico enclave sobre el arroyo Colla, se apostó un grupo de 72 revolucionarios, compuesto por blancos, colorados, anarquistas, socialistas y comunistas provenientes de San José, Colonia y Soriano que se enfrentó a una fuerza mixta de 56 efectivos provenientes del Batallón de Infantería N° 11, de la 1° Sección Policial de Colonia y otros voluntarios. En un combate de resultado incierto, tres revolucionarios resultaron muertos y dos gubernistas cayeron en acción.
Los revolucionarios, liderados por Ovidio Alonso, estaban muchos mal comidos y sin dormir, llegaron sorteando la red de espías de la dictadura, como es el caso del reconocido escritor Francisco «Paco» Espínola, vistiendo traje negro, zapatos de charol y cuello palomita, para distraer a los soplones que creyeron que la noche anterior (domingo) esos muchachos andaban de juerga por la ciudad.
Antonio Paseyro describió en un informe:

«A la hora una del día 28 dispuse el traslado del armamento en mi poder a la chacra del compañero Eleodoro Saavedra en el ejido de esta ciudad (…) distribuido el armamento y dispuestos cuatro automóviles y un camión para la marcha, ésta se inició antes de la hora tres (…) eran veintiocho soldados ciudadanos portando veinticinco fusiles de largo alcance y más de cuatro mil tiros».

«En Cañada Nieto ocupamos la comisaría local (…). En Paso Méndez recibimos chasque informándosenos de la nueva que el comandante Alonso estaba en Paso Morlán (…). Las fuerzas gubernistas atacantes se componían de una compañía del once de infantería al mando del capitán Díaz Armesto, reforzada por treinta hombres de la Policía de Rosario, varios voluntarios y dos cadetes de la Escuela Militar incorporados: en total ciento cuatro hombres perfectamente armados con tres ametralladoras, además. (…). A los veinte minutos de iniciada la pelea, cae herido de consideración nuestro jefe Ovidio Alonso. Retirado de la línea, siguió mandando la guerrilla el compañero Arturo González Viera, a quien también le es atravesado el brazo por un proyectil de metralla. (…)».
«Como a la hora y media del terrible fuego, la formación gubernista empieza a dislocarse iniciando cautelosa retirada (…) Pronto observamos que el repliegue de la línea enemiga es general concentrándose a unos mil doscientos metros, donde están apostados en camiones. Fue entonces que con González Viera y una docena de compañeros bien municionados resolvimos intensificar el fuego (…) A esta altura, los componentes de la columna gubernista se apresuraron a ocupar sus camiones saliendo los cuatro primeros en dirección a Rosario (…). El enemigo dejó sus muertos en el campo de la pelea y abandonados por desaparecidos como consta en el parte que elevó a la superioridad, cuatro soldados del once de infantería que quedaron cortados en los montes del Morlán».

«Del contingente a nuestras órdenes resultaron muertos los compañeros Raúl Magariños Solsona, delegado de ese Comité, y Alberto Saavedra. Heridos Eleodoro Saavedra y Juan José Sosa, a quien un proyectil rozó en la columna vertebral. De la gente de Alonso resultaron heridos éste y N. Sosa, falleciendo el último en el Hospital de Rosario donde fue conducido por mi orden. (…) De la gente de Mercedes fueron heridos Arturo González Viera y Doroteo Maneiro. A este último le fue amputado un brazo después. El enemigo tuvo las siguientes bajas: tres muertos, dieciocho heridos y cuatro desaparecidos. Dos de sus heridos hospitalizados, fallecieron después».

Por parte del ejército gubernamental, se encuentra el informe del Mayor Arturo B. Ríos, comandante del Batallón de Infantería Nro. 11 con asiento en Colonia del Sacramento. Afirma que el Ejército se movilizó en camiones por la Ruta 1 con “40 soldados, dos oficiales y tres ametralladoras pesadas” (Browing de 50 mm, que resultarían letales) desde Colonia a un paso sobre el Arroyo Colla, conocido como Morlán (por el dueño de esos campos), un punto estratégico para cruzar el Departamento y llegar a San José. En la comisaría de Rosario sumaros a “15 guardias civiles”, dos cadetes de la Escuela Militar y algunos voluntarios (civiles). Cuando aparecieron “las cachilas” de los sublevados, la fuerza gubernista hizo prevalecer su poder de fuego con unas ametralladoras Maxim.
El escritor Francisco "Paco" Espínola dejó su testimonio de los hechos en una carta al doctor Carlos Vaz Ferreyra. Paco participó de traje camisa y corbata y su rifle no funcionaba.

“Apenas caímos al paso, cuando los jefes gritaron: ¡a las armas! Corrí para formar la primera y única línea de combate. Recién me habían dado un Remington desesperadamente viejo. A mi izquierda entró un joven profesor del Liceo de Mercedes, finocultísimo, valiente… Se inició el fuego. Nos llovían las balas. Mi primera bala no salió. Volví a cargar y tirar, con idéntico resultado. Y me envolvían los endiablados silbidos. Cargué de nuevo, rabioso. Y se atascó la bala, de forma que no hubo manera de hacerla mover. El jefe se me acercó y me dijo que me quedara inmóvil en el suelo, para no hacer tanto blanco. Era imposible retroceder porque detrás nuestro hervía un infierno de balas. Y allí me quedé, exactamente una hora y cinco minutos.” (Paco Espínola).

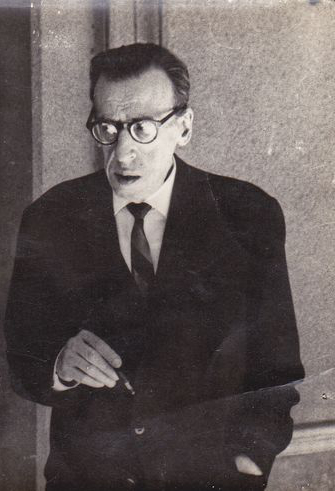
Francisco "Paco" Espínola

El resultado de la batalla fue incierto, pero lo concreto es que la columna rebelde no pudo continuar hacia San José. Se llevaron los heridos al hospital de Rosario y el resto de los prisioneros fue conducido primero a la comisaría local y después al cuartel de Colonia. 48 horas después eran puestos en libertad por orden del Ministro de Defensa Nacional. No se querían más muertos ni mártires.
Los nombres de los 72 revolucionarios de la acción de Paso Morlán son los siguientes: Ovidio Alonso, Federico Alonso , Justo M. A lonso, Carlos Arnaldi, Juan Carlos Alies, Luis Alzáibar, Pedro Álvarez, Mario Aznárez, Raúl Barbot, Manuel Barros, Rafael Braceras, Plácido Bonavita, Valentín Britos, Vicente Crocker, Antonio Colman, Bernabé Carbajal, Domingo Chavarría, Francisco Espínola, Arturo González Viera, Pedro A. González, Mariano García, Telesforo Gareta, Conrado González, Urbano A ro, Andrés Iraola, Gonzalo López, Carlos Legar, Telmo Moreira, Rafael Moreira, Eugenio Moreira, Leoncio Moreira, Francisco Medina, Armando Meléndrez, Juan B. Madera, Doroteo Maneiro, Humberto Manera, Ramón Manera, Carlos Medina, Raúl Magariños Solsona, Cayetano Méndez, Antonio Paseyro, Leopoldo Pignataro, Felipe Péndola, Carlos Pagés, Eugenio Quintana, Ángel Rodríguez, Rogelio Rosso, Apolonio Rodas, Miguel Rodríguez Telechea, Juan José Sosa, Mario Segredo, Osvaldo Segredo, Benigno Sáenz, Eliodoro Saavedra, Teodoro Saavedra, Alberto Saavedra, Eliod oro Saavedra (hijo), Ramón Saavedra, Beltrán Saavedra, Atilio Saavedra, Héctor Saavedra, Teodoro Saavedra (hijo), Pedro Sosa Uriarte, Juan J. Salaverry, Antonio Sabalzagaray, Carlos Uriarte, Manuel Visillac, Luis A. Viera, Vicente Vivas y José María Velazco.
Actualmente, en el lugar de Paso Morlán se alza un monolito en conmemoración a la batalla.

## Desarrollo y final

Propaganda de la aviación de Ejército, durante el Gobierno de Gabriel Terra, con mecánicos verificando un motor del Avión de Reconocimiento Modelo Escuela (A.R.M.E) II.

Marchando sin cesar, llegó Muñoz al Paso de Pereira, en el departamento de Río Negro, el lunes 28. Había atravesado los departamentos de Rivera y Tacuarembó, cruzando por entre comisarías y encontrándose en el camino con patrullas policiales, sin que nadie hubiera osado detenerlo. 
En Pereira lo esperaban Silvestre Echeverría y Mariano Saravia con sólo quince hombres. Marchó con ellos hacia el departamento de Durazno, cuando llegó al Paso del Gordo, sobre el arroyo Cordobés, a las 4 de la tarde supo que el movimiento del sur había fracasado. Esa noche siguió remontando el Cordobés donde disolvió a los hombres, dando la causa como perdida. Pero al día siguiente, el martes 29 a las 5 de la tarde, le llegó la noticia de que Exequiel Silveira, el caudillo batllista de Cerro Largo, se encontraba en el departamento de Tacuarembó al frente de 500 hombres que formaban la División Cerro Largo (entre ellos Zavala Muniz), esto hizo que Basilio Muñoz cambiaria de opinión y continuara la revolución, enviando el mensaje de reagrupar a la gente que se acababa de disolver.
Las fuerzas revolucionarias se agruparon en su conjunto y acamparon sobre la Picada de los Ladrones, en el departamento de Río Negro, el 2 de febrero a mediodía. La espera en vano de noticias sobre acontecimientos favorables que no habrían de producirse llevó a considerar acabar la revolución. El alzamiento general había sido ahogado, se esperaba la rebelión de los cuarteles de Florida y del 2.º de Artillería Ligera en Montevideo y los mismos se frustraron. Únicamente un destacamento mal armado de medio centenar de revolucionarios de Canelones y Lavalleja logró concentrarse y mantenerse unos días entre la Sierra de las Ánimas y las de Lavalleja. Martínez no logró sublevar a los oficiales de ninguna unidad militar y fue arrestado por subversivo. En esos momentos el comando revolucionario recibe proposiciones de paz de parte del gobierno.
El 4 de febrero, el mayor Justino Zavala Muniz, jefe del Estado Mayor, redactó una proclama que fue firmada por el general Basilio Muñoz y el coronel Exequiel Silveira que estaba dirigida a los ciudadanos del Ejército Libertador y oficiales y soldados de la División Cerro Largo y que decía en sus partes sustanciales:

"Los campos de Cerro Largo, Durazno y Tacuarembó han visto el gallardo desfile de vuestra rebeldía, entre los ejércitos del gobierno que quedaban desalentados contemplando vuestras huellas, mientras esperábamos el pronunciamiento general del país propiciado por vuestras marchas y el recibo de armas y municiones para buscar las acciones decisivas. Ni uno ni otras han llegado. No es vuestra la culpa, ni nuestra. Profundas causas que escapan al dominio de vuestra voluntad, aunque ésta se esfuerce hasta la muerte y a la nuestra aunque se arme de todas las previsiones posibles han surtido sus efectos, contrarios a nuestras más legítimas esperanzas".

Avión de Reconocimiento Modelo Escuela (A.R.M.E.) II bautizado como "Montevideo". Este avión de fabricación nacional fue utilizado en el conflicto de 1935, en el bautismo de fuego de la aviación militar uruguaya.

Leída la proclama a sus soldados, Basilio Muñoz dio orden de ensillar y levantar el campamento, se iba a retirar a las tropas hacia Brasil. Fue en ese momento que sintieron el motor del primer avión. La primera acción militar uruguaya en la historia que usó aviones fue esta, con una poderosa bomba que cayó en el centro mismo del campamento, ocasionando la muerte de Enrique Goycochea, Segundo Muniz, Luis Gino y Basilio Pereira. Fuentes afirman que el futuro presidente del Uruguay, Óscar Gestido, participó en esta acción piloteando un avión de reconocimiento, pero no participó del bombardeo.
Las fuerzas revolucionarias se disuelven poco después, Basilio Muñoz se exilia en Brasil y pasa a vivir en Río de Janeiro.

## Eventos posteriores
El gobierno llamó a la revuelta peyorativamente como Chirinada, restándole importancia y presentándola como una revuelta sin sentido contra un gobierno que se sentía fuerte. Justino Zabala Muniz redactó la historia de la revolución en un libro llamado: “La Revolución de Enero: apuntes para una crónica”. El mismo no tiene indicación alguna de su lugar de impresión. El único dato es la reiterada indicación del autor de que fue redactado en Brasil en 1935.
En enero de 1936, votada la amnistía, Basilio Muñoz regresó al país, siendo recibido por sus partidarios en el puerto de Montevideo.